# Atoomspectroscopie
Atoomspectroscopie is de verzamelnaam voor een aantal natuurkundige technieken waarbij met behulp van elektromagnetische straling van verschillende golflengten een elementenanalyse van een monster wordt uitgevoerd. Deze techniek wordt veelal toegepast in de scheikunde. Niet de vorm van de moleculen is daarbij het onderwerp van het onderzoek, maar alleen de verhouding waarin de verschillende elementen uit het periodiek systeem erin voorkomen.
Verschillende technieken die onder atoomspectroscopie vallen zijn:
- Atomaire-absorptiespectrometrie of AAS : De absorptielijnen van de elementen in zichtbaar licht en ultraviolet worden in een vlam gemeten.
- Atoom emissie spectrometrie of AES : De emissielijnen van de elementen in zichtbaar licht en ultraviolet worden in een vlam gemeten
- Inductief gekoppeld plasma of ICP : Een vorm van atoom emissie spectroscopie waarbij het monster in een plasma wordt gebracht in plaats van in een vlam waardoor een grotere lineariteit en een betere gevoeligheid wordt verkregen.
- Röntgenfluorescentiespectrometrie of XRF : Een niet-destructieve analyse waarbij het monster (vast of vloeibaar) wordt bestraald met harde röntgenstraling en dan bij langere golflengte röntgenstraling uitzendt die karakteristiek is voor de elementen die in het monster zitten.